# Nototriche castillonii
Nototriche castillonii är en malvaväxtart som beskrevs av Brian Laurence Burtt och A. W. Hill. Nototriche castillonii ingår i släktet Nototriche och familjen malvaväxter. Inga underarter finns listade i Catalogue of Life.